# 組織與環境
《組織與環境》（Organization & Environment）是一份1987年起發行的學術期刊。該期刊每年出版4次，內容為探討「可持續管理、政策和社會科學」。現時，期刊的西班牙格拉納達大學的J. Alberto Aragon-Correa和三藩市州立大學的Mark Starik。據2012年發佈的期刊引證報告指，《組織與環境》的影響因子為1.209，在90份「環境研究」的期刊中排名第52名。

## 資料來源
1. ↑  "Call for Papers," Organization & Environment[永久]
2. ↑  . . Web of Science Science. Thomson Reuters. 2013.

## 外部連結
- 官方网站